# Projekt 1248
Třída Moskit (v kódovém označení NATO třída Vosh) je třída říčních hlídkových lodí sovětského pohraničního vojska KGB. Celkem bylo postaveno 23 jednotek této třídy. Celá tato rodina zahrnuje varianty označené Projekt 1248 a Projekt 12481. Ve službě je třída od roku 1979. Po zániku SSSR byla převzata ruskou pobřežní stráží.

## Stavba
Celkem bylo postaveno 23 jednotek této třídy. Postavila je ruská loděnice Sretenský závod lodního stavitelství (rusky Сретенский судостроительный завод) v Kokuji v Zabajkalském kraji.
V roce 1990 a 1991 bylo posledních šest modernizovaných lodí Projekt 12481 (PSKR-317 – PSKR-322) předáno tichomořskému loďstvu sovětského námořnictva, kde se nazývaly dělostřelecké lodě (АК-440, АК-459, АК-467, АК-469, АК-313 a АК-320). V listopadu 1994 převzala Amurská válečná flotila ruské pohraniční stráže tyto lodě zpět.
Jednotky této třídy:
| Jméno                     | Verze | Spuštěna          | Vstup do služby | Status |
| ------------------------- | ----- | ----------------- | --------------- | --- |
| PSKR-300                  | 1248  |                   | 1979            | vyřazena 2003 |
| PSKR-301                  | 1248  |                   | 1980            | vyřazena 2003 |
| PSKR-302                  | 1248  |                   | 1980            | vyřazena 2003 |
| PSKR-303                  | 1248  |                   | 1981            | vyřazena 2003 |
| PSKR-304                  | 1248  |                   | 1981            | vyřazena 2003 |
| PSKR-305                  | 1248  |                   | 1982            | aktivní |
| Vichr                     | 1248  |                   | 4. září 1982    | původní název PSKR-306, aktivní |
| Štorm                     | 1248  |                   | 1983            | původní název PSKR-307, aktivní |
| PSKR-308                  | 1248  |                   | 1983            | aktivní |
| Groza                     | 1248  |                   | 1984            | původní název PSKR-309, aktivní |
| 60 let pohraničních vojsk | 1248  |                   | 1984            | původní název PSKR-310, aktivní |
| PSKR-311                  | 1248  |                   | 1985            | vyřazena 2017 |
| Škval                     | 1248  |                   | 12. října 1985  | vyřazena 2016, původní název PSKR-312 |
| Chabarovsk                | 12481 |                   | 1986            | původní název PSKR-313, aktivní |
| Tajfun                    | 1248  | 11. července 1986 | 30. října 1986  | původní název PSKR-314, aktivní |
| PSKR-315                  | 1248  |                   | 15. září 1987   | vyřazena 2017 |
| PSKR-316                  | 1248  |                   | 22. října 1987  | aktivní |
| Blahověščensk             | 12481 | květen 1988       | 5. srpna 1988   | V roce 1990 byla sovětskému námořnictvu (pozdější ruské námořnictvo) předána pod označením AK-440, vrácena jako PSKR-317; od roku 2003 Blahověščensk, aktivní    |
| Smerč                     | 12481 | květen 1988       | 20. října 1988  | V roce 1990 byla sovětskému námořnictvu (pozdější ruské námořnictvo) předána pod označením AK-459, vrácena jako PSKR-318; od roku 2003 Smerč, aktivní            |
| PSKR-319                  | 12481 |                   | 23. srpna 1989  | V roce 1990 byla sovětskému námořnictvu (pozdější ruské námořnictvo) předána pod označením AK-467, vrácena jako PSKR-319, aktivní                                |
| Uragan                    | 12481 |                   | 28. května 1989 | V roce 1990 byla sovětskému námořnictvu (pozdější ruské námořnictvo) předána pod označením AK-469, vrácena jako PSKR-320; od roku 2003 Uragan, aktivní           |
| PSKR-321                  | 12481 |                   | 28. září 1990   | V roce 1990 byla sovětskému námořnictvu (pozdější ruské námořnictvo) předána pod označením AK-313, vrácena jako PSKR-321, aktivní                                |
| Vasilij Pojarkov          | 12481 |                   | 28. října 1991  | V roce 1991 byla sovětskému námořnictvu (pozdější ruské námořnictvo) předána pod označením AK-320, vrácena jako PSKR-322; od roku 1999 Vasilij Pojarkov, aktivní |

## Konstrukce

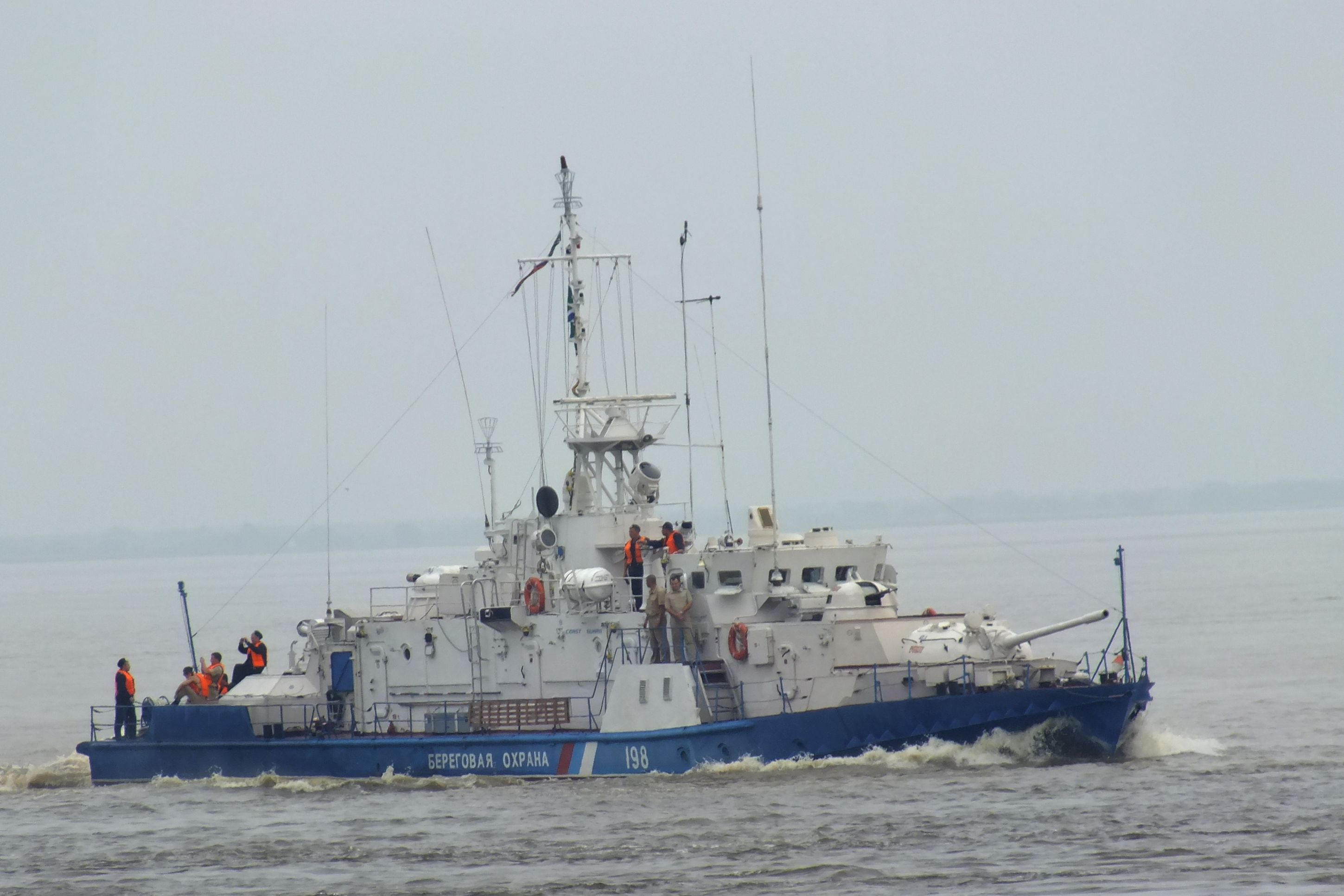
Vasilij Pojarkov

Plavidla jsou vývojovou variantou předchozí třídy říčních hlídkových lodí Projekt 1208. Hlídkové lodě jsou vyzbrojeny jedním tankovým 100mm kanónem D-10T2S a jedním 7,62mm kulometem PKT v jednodělových věžích na přídi. Dále nesou jeden rotační 30mm kanón AK-306 a jeden 12,7mm dvojkulomet Utes-M. Doplňují je jeden 30mm granátomet AG-17M Plamja, dvouhlavňové odpalovací zařízení pro 140mm neřízené střely Sneg a přenosný protiletadlový raketový komplet Strela-2M. Pohonný systém tvoří tři dieselové motory Zvezda M401B, každý o výkonu 1100 hp, pohánějící tři lodní šrouby. Nejvyšší rychlost dosahuje 17,5 uzlu. Autonomie je 7 dnů. Dosah je 500 námořních mil při rychlosti 10 uzlů.